# Hinterzarten
Hinterzarten é um município da Alemanha, no distrito da Brisgóvia-Alta Floresta Negra, na região administrativa de Friburgo , estado de Baden-Württemberg.

## Geografia

### Localização
Geograficamente, Hinterzarten a 1400 m acima do nível do mar se estende até logo abaixo do Feldberg, a maior elevação da Floresta Negra a 1493 m acima do nível do mar, e ao extremo sudoeste do Titisee a 850 m acima do nível do mar. O ponto mais baixo é o Sternenrank (na extremidade inferior do Löffeltal) a 740 m acima do nível do mar.  Hinterzarten está localizado no Parque Natural da Floresta Negra do Sul e é atravessado pelo Zartenbach. Em alguns trechos, especialmente no vale Löffeltal, ele também é chamado de Rotbach. Suas águas e leito são, pelo menos temporariamente, de cor vermelha.

### Clima
A precipitação anual é de 1406 mm e, portanto, está no décimo superior dos valores registrados pelas estações de medição do Serviço Meteorológico Alemão. Mais de 96% apresentam valores mais baixos. O mês mais seco é setembro e chove mais em dezembro. No mês mais chuvoso, chove cerca de 1.8 vezes mais chuva do que no mês mais seco. As flutuações sazonais de precipitação estão no terço superior. Em mais de 83% de todos os lugares, a precipitação mensal flutua menos.

### Municípios
Faz fronteira com Breitnau, Titisee-Neustadt, Lenzkirch, Feldberg e Oberried, todos pertencentes ao distrito de Breisgau-Hochschwarzwald.

### Comunidades
O município de Hinterzarten inclui a vila de Hinterzarten, Zinken Alpersbach, Am Feldberg, Bisten (também parte de Breitnau), Bruderhalde, Erlenbruck, Löffeltal, Oberzarten, Rinken, Rotwasser, Windeck e Winterhalde e as áreas residenciais de Altenvogtshütte (Auf Stucken), Ramselegut, Dorneck, Fürsatz(hof) e Silberberg. Na área municipal estão as antigas vilas de Bankgallihof, Bäuerlehof, Imberihof, Rufenhof, Seehäusle e Waldhof.